# The Menace (álbum de Elastica)
The Menace (La Amenaza) es el segundo y último álbum de estudio de la banda de britpop Inglesa Elastica. Al igual que su disco de estudio predecesor, Elastica, tiene un sonido más electrónico pero con el mismo estilo. Este álbum fue llamado así porque es "una amenaza en todos los sentidos" según palabras de Justine Frischmann en una entrevista con NME, ya que era un periodo complicado, la guitarrista Donna Matthews salía de la banda, Justine terminaba su relación con Damon Albarn y gente nueva llegaba; fue grabado el disco en seis semanas y con un presupuesto de £10,000.

## Lanzamientos
Fue lanzado por Deceptive Records el 3 de abril de 2000 en el Reino Unido en formato CD, Casete y una edición limitada de LP y el 22 de agosto de 2000 fue lanzado por Atlantic en Estados Unidos y Europa. También tiene una edición limitada con bonus tracks lanzado solo en Japón y Australia.

## Lista de canciones
| N.º | Título                      | Escritor(es)                                         | Duración |  |
| 1.  | «Mad Dog»                   | Frischmann/Elastica                                  | 3:16     |  |
| 2.  | «Generator»                 | Frischmann/Elastica                                  | 1:50     |  |
| 3.  | «How He Wrote Elastica Man» | Elastica, Frischmann, Mark E. Smith, Julia Nagle     | 2:02     |  |
| 4.  | «Image Change»              | Donna Matthews, Elastica                             | 3:27     |  |
| 5.  | «Your Arse My Place»        | Frischmann/Elastica                                  | 2:15     |  |
| 6.  | «Human»                     | Donna Matthews/Gilbert/Gotobed/Lewis/Newman/Elastica | 3:29     |  |
| 7.  | «Nothing Stays The Same»    | Donna Matthews, Elastica                             | 2:44     |  |
| 8.  | «Miami Nice»                | Frischmann/Loz Hardy/Elastica                        | 3:21     |  |
| 9.  | «Love Like Ours»            | Matthews/Elastica                                    | 2:22     |  |
| 10. | «KB»                        | Frischmann/Smith/Nagle/Elastica                      | 3:12     |  |
| 11. | «My Sex»                    | Frischmann/Loz Hardy/Elastica                        | 4:10     |  |
| 12. | «The Way I Like It»         | Frischmann/Elastica                                  | 2:39     |  |
| 13. | «Da Da Da»                  | Remmler/Krawinke                                     | 3:52     |  |

| N.º | Título      | Escritor(es)        | Duración |  |
| 14. | «Faking»    | Donna Matthews      | 1:27     |  |
| 15. | «You're OK» | Frischmann/Elastica | 2:33     |  |

## Personal
Elastica
- Justine Frischmann – Vocalista, guitarra, Programador, teclado de juguete, fotografía
- Mew – teclados, voz
- Paul Jones – guitarra
- Annie Holland – Bajo
- Dave Bush – teclados, programador
- Justin Welch – batería

Músicos adicionales
- Donna Matthews – voz, guitarra (canciones 3, 4)
- Mark E. Smith – voz (canción 3)
- Sheila Chipperfield – bajo (canción 4)
- M. Box – bajo (canción 11)
- Norman Balda – teclados (canción 13)

Personal técnico
- Marc Waterman – productor
- Alan Moulder – productor (canción 4)
- Bruce Lampcov – productor (canción 11)
- N. Stuart – fotografía
- D. Titlow – fotografía
- M.I.A. – fotografía en la carátula
- Steve Lamacq – A&R